# Hieracium opetiophyllum
Hieracium opetiophyllum es una especie de planta con flor del género Hieracium, de la familia Asteraceae, orden Asterales.

## Distribución
Hieracium opetiophyllum se distribuye por Noruega.

## Taxonomía
Fue descrita científicamente por Dahlst. ex Omang.